# آریل (دیزنی)
آریل (به انگلیسی: Ariel) یک شخصیت خیالی در پری دریایی کوچولو، بیست و هشتمین فیلم پویانمایی والت دیزنی پیکچرز و استودیو انیمیشن والت دیزنی است. صداپیشگی آریل در تمامی اکران‌های رسمی پویانمایی و کالاها توسط جودی بنسون انجام شده‌است. (به جز سفر با شکوه آریل که توسط کاترین هیوود انجام شد) او چهارمین پرنسس دیزنی رسمی، اولین پرنسس غیرانسان و تنها پرنسس دیزنی است که تبدیل به یک مادر شده‌است.
آریل دختر هفتم پادشاه تریتون و ملکه آتنا از پادشاهی سرزمین زیر دریا به نام آتلانتیکا است. او اغلب سرکش است و در فیلم اول، آرزو دارد بخشی از دنیای انسان‌ها باشد. او با شاهزاده اریک که او را از یک کشتی غرق شده نجات داد ازدواج می‌کند و با هم صاحب یک دختر به نام ملودی می‌شوند.
شخصیت آریل در دیزنی از شخصیت اصلی داستان پری دریایی کوچک اثر هانس کریستین اندرسن در سال ۱۸۳۷ گرفته شده، اما برای اقتباس فیلم پویانمایی در سال ۱۹۸۹ به شخصیتی متفاوت تبدیل شد. آریل با استقبال متفاوت منتقدان مواجه شد. برخی از نشریات مانند تایم از او به دلیل اختصاص بیش از حد به اریک انتقاد می‌کنند، در حالی که برخی دیگر مانند امپایر، این شخصیت را به خاطر شخصیت سرکش او ستایش می‌کنند که از نقش‌های قبلی پرنسس‌های دیزنی است. هلی بیلی نسخه لایو اکشن این شخصیت را در اقتباس لایو اکشن فیلم به تصویر کشید که در سال  ۲۰۲۳ اکران شد.

## توسعه
آریل بر اساس شخصیت عنوان «پری دریایی کوچولو» اثر هانس کریستیان آندرسن ساخته شد، اما ران کلمنتز، کارگردان و نویسنده همکار، احساس کرد که پری دریایی در داستان اصلی بسیار تراژیک است و شخصیت را بازنویسی کرد و در نتیجه آریل به وجود آمد.
جودی بنسون، که عمدتاً یک بازیگر صحنه تئاتر بود، برای صداپیشگی آریل انتخاب شد، زیرا کارگردانان احساس می‌کردند «فقط یک فرد باید آواز و صدای او را انجام دهد». کلمنتز اظهار داشت که صدای بنسون «شیرینی» و «جوانی» بی‌نظیری داشت. بنسون هنگام ضبط آواز «بخشی از دنیای تو» خواست که نورهای استودیو کم شود تا احساس عمیق بودن در زیر دریا ایجاد شود. «بخشی از دنیای تو» که توسط هاوارد اشمن، ترانه‌سرا به عنوان ترانه «می‌خواهم» نامیده می‌شد، در ابتدا قرار بود از فیلم نهایی حذف شود، زیرا جفری کاتزنبرگ معتقد بود که داستان را کند می‌کند، اما اشمن و کین برای حفظ آن مبارزه کردند.
طرح اصلی آریل توسط انیماتور گلن کین توسعه داده شد. ظاهر او از آلیسا میلانو (که در آن زمان ۱۶ سال سن داشت و میزبان ساخت برنامهٔ ویژه‌ای در کانال دیزنی بود،) و مدل کمدین شری استونر، که ارجاعات لایو اکشن را برای انیماتورها در طول توسعه فیلم ارائه می‌کرد. او بعداً ارجاعات لایو اکشن را برای بل (پیج اوهارا) در دیو و دلبر انجام داد. حرکت موهای آریل در زیر آب بر اساس تصاویری از فضانورد سالی راید در حالی که او در فضا بود انجام شد. استونر همچنین در حال شنا در استخر فیلمبرداری شد که در فیلم به هدایت حرکت آریل زیر آب کمک کرد.
یک چالش در پویانمایی آریل برای فیلم ۱۹۸۹، رنگ مورد نیاز برای نشان دادن آریل در محیط‌های در حال تغییر، هم در زیر دریا و هم در خشکی بود، که برای آن انیماتورها بدون احتساب تغییر لباس به سی و دو مدل رنگی نیاز داشتند. رنگ سبز مایل به آبی دم پری دریایی آریل رنگی بود که مخصوصاً توسط آزمایشگاه رنگ دیزنی ترکیب شده بود. این رنگ بر پایهٔ شخصیت «آریل» نامگذاری شد. انتخاب رنگ سرخ به عنوان رنگ موی آریل موضوع مناقشه‌ای بین فیلمسازان و مدیران استودیو بود که می‌خواستند این شخصیت موهای بلوند داشته باشد. اشاره شد که موی سرخ با دم سبز آریل تضاد بهتری دارد، رنگ سرخ راحت‌تر از زرد تیره می‌شود و شاخه لایو اکشن دیزنی تاچ استون پیکچرز اخیراً شلپ شلوپ را منتشر کرده بود که یک پری دریایی بلوند داشت. موهای سرخ آریل در نهایت حفظ شد.
جودی بنسون در مصاحبه ای اظهار داشت که برای شروع آریل، نویسندگان فیلمنامه را چندین بار اصلاح کردند تا مطمئن شوند که آریل ارتباط خود را در زمینهٔ مدرن‌تر حفظ می‌کند. بنسون از آنها شکایت کرد که آریل را غیرقانونی نوشتند و به آنها پیشنهاد کرد که او را به ریشه‌هایش برگردانند.